# Macrobathra bipunciata
Macrobathra bipunciata (лат.) — вид роскошных молей рода Macrobathra (Cosmopterigidae). Эндемик Китая. Видовой эпитет нового вида образован от латинского bipunciatus, обозначающего два желтовато-белых пятна на костальном крае переднего крыла.

## Распространение
Встречается в Юго-Восточной Азии: Китай, провинция Гуандун (Mt. Dadong, Lianzhou County, 650 м).

## Описание
Мелкие молевидные чешуекрылые, размах крыльев более 1 см (16 мм). От близких видов отличается следующими признаками: жёлтой суббазальной фасции переднего крыла, задняя 1/3 которого вдвое шире передних 2/3, а костальный край имеет два небольших желтовато-белых пятна; по гениталиям самца — по тегумену с треугольным отростком на правом крае. Переднее крыло рыжевато-коричневое; суббазальная фасция жёлтая, внутренний край почти прямой, наружный край от 1/5 костального края косой до складки, затем прямой до спины, задняя 1/3 вдвое шире передних 2/3, окаймлена тёмно-коричневыми чешуйками; костальный край с небольшим желтовато-белым пятном на 1/2 и 1/5 соответственно; бахромка желтовато-коричневая. Задние крылья и бахрома желтовато-коричневые. Передние и средние ноги желтовато-коричневые на вентральной поверхности, желтовато-белые на дорсальной поверхности, голени с тёмно-коричневыми чешуйками; задние ноги желтовато-белые, голени и лапки с тёмно-коричневыми чешуйками на внешней поверхности.  Лабиальные щупики с третьим сегментом длиннее второго, антенна с удлинённым скапусом.